# Jatiroto
Jatiroto  ist ein Unterbezirk in der Regentschaft Lumajang der Provinz Jawa Timur (Ostjava) in Indonesien. Er liegt im Osten der indonesischen Hauptinsel Java.

## Name
Jatiroto ist nach dem gleichnamigen Fluss, an dem es liegt, benannt. Der Name weist außerdem darauf hin, dass es einst in einem Teakwald lag.

## Bevölkerung
Jatiroto hat 50.124 Einwohner.

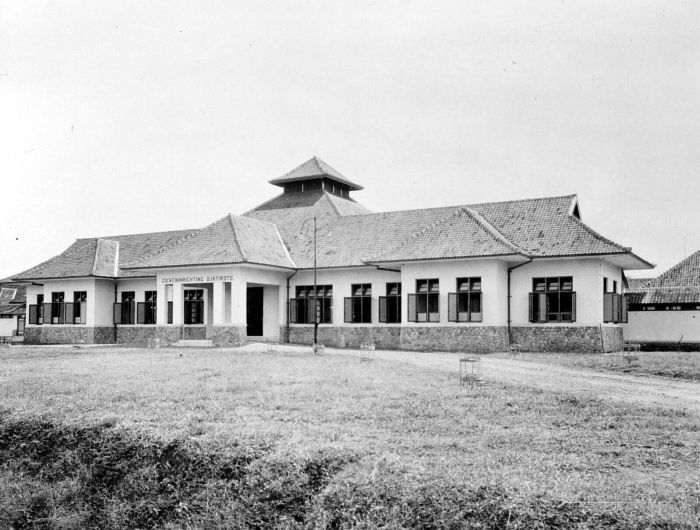
Krankenhaus, 1929
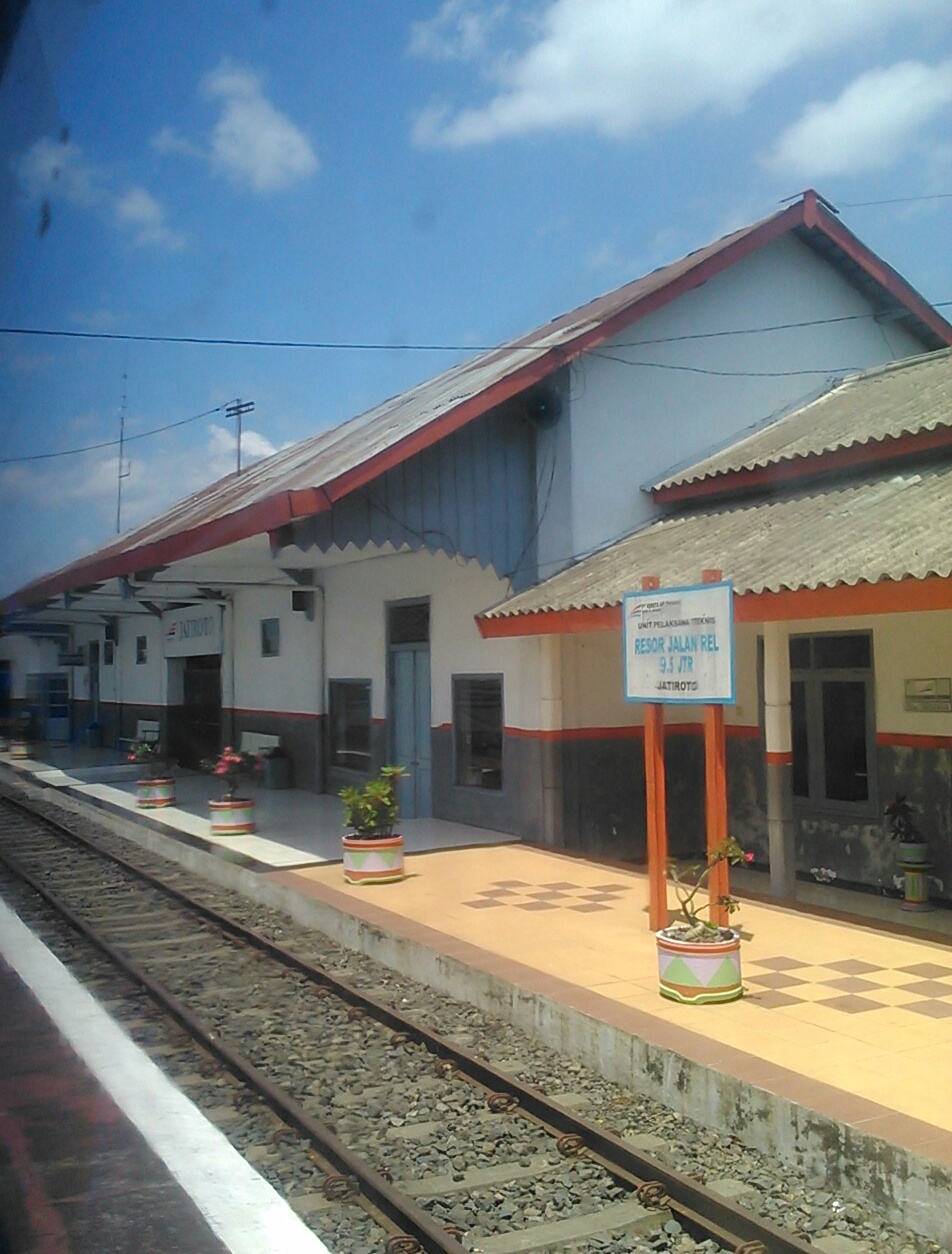
Bahnhof Jatiroto, 2015

## Pabrik Gula Djatiroto (Zuckerfabrik)
Um 1908 errichtete die Handelsvereniging Amsterdam (HVA) eine Zuckerfabrik in Jatiroto. Sie ist heute noch in Betrieb. Die Fabrik liegt beim Bahnhof Jatiroto, am Ostrand des Bezirks Jatiroto (Lumajang) und südlich des Dorfes Jatiroto (Jember). Die Postadresse lautet Jl. Ranupakis 1, RI-67355 Kaliboto Lor (Java).
Die Zuckerfabrik heißt heute PT Perkebunan Nusantara XI (Persero) Pabrik Gula Djatiroto (kurz PTPN XI PG Djatiroto).

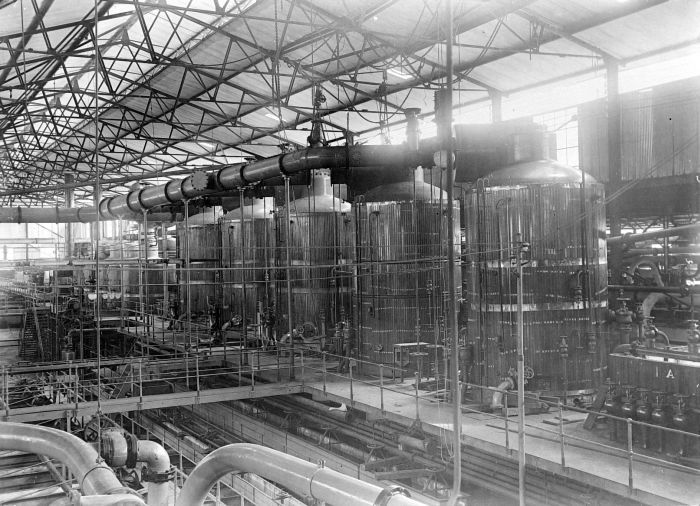
Kesselhaus der Zuckerfabrik
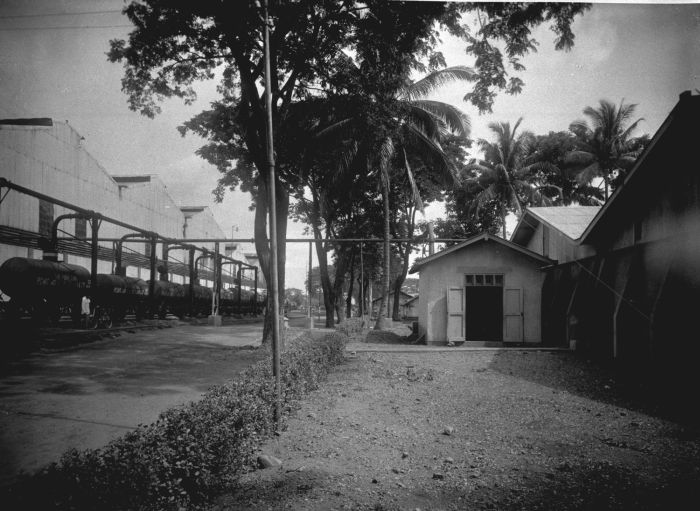
Kapspur-Kesselwagen der Pure Cane Molasses Company, um 1925

## Feldbahn der Zuckerfabrik

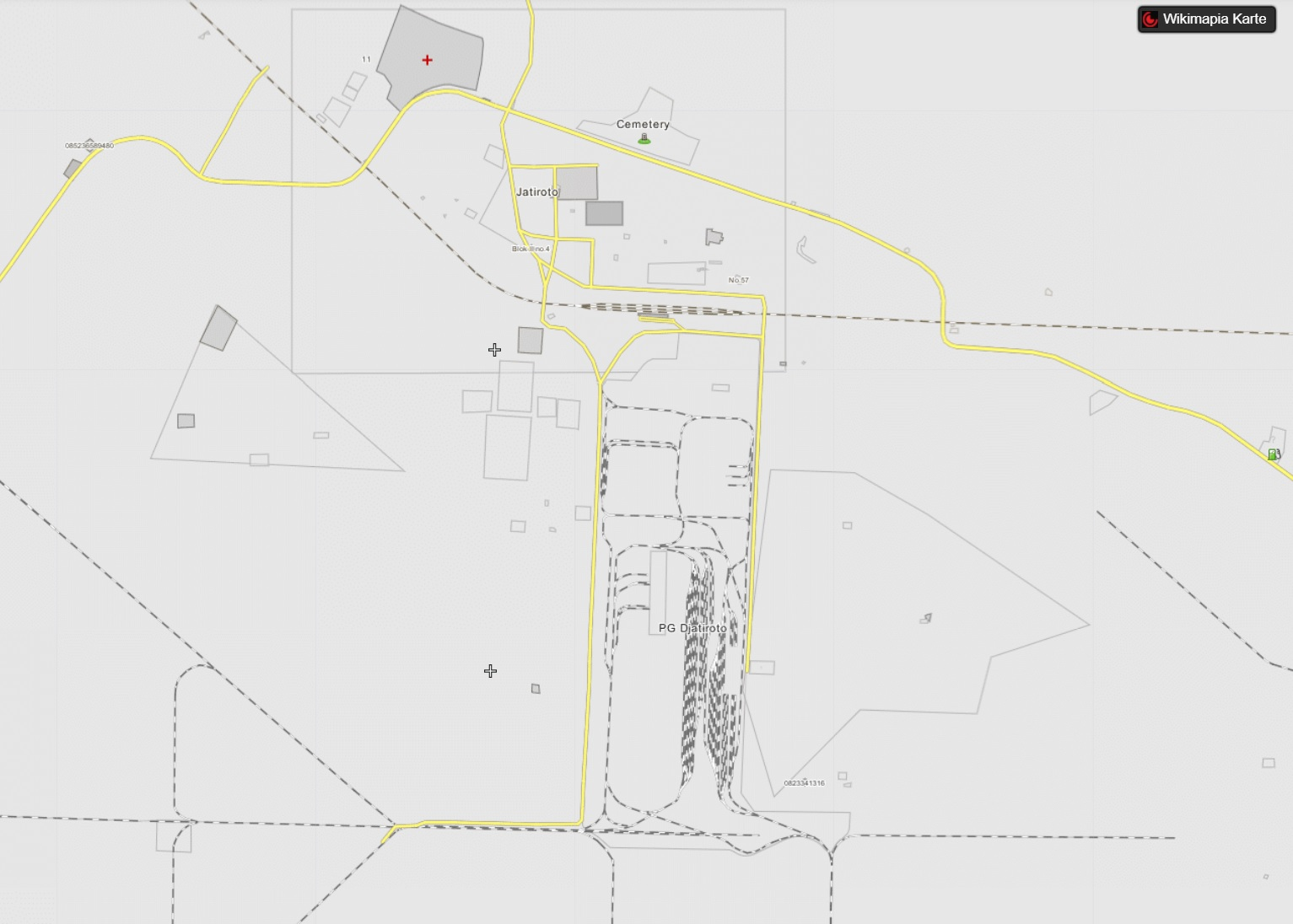
[http://wikimapia.org/#lang=de&lat=-8.130821&lon=113.360624&z=16&m=w&search=jatiroto Streckenverlauf der Feldbahn

Die Zuckerfabrik betreibt eine Feldbahn mit einer Spurweite von 700 mm. Sie ist mit der Feldbahn der Zuckerfabrik Semboro vernetzt.

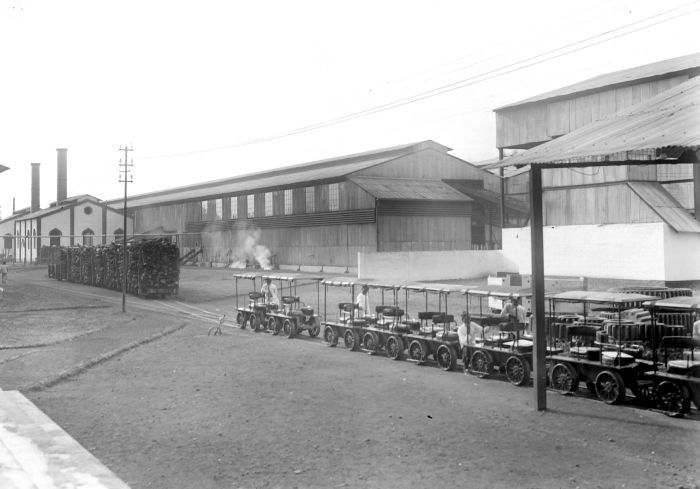
Feldbahn
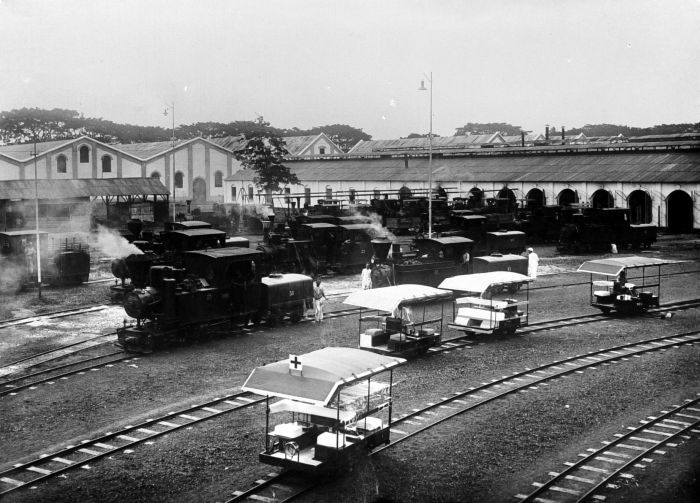
Lokschuppen der Feldbahn

## Bekannte Personen
- William Jacobus Hendrikus Harings (* 10. Juni 1912 in Djatiroto; † 15. März 1988 Sacramento, Kalifornien), Fußballer
- Jan Antonius Klooster (1911–1990), niederländischer Ordensgeistlicher, römisch-katholischer Bischof von Surabaya